# Shahryar Mirza
Salafuddin Muhammad Shahryar Mirza (Satna, 6 gennaio 1605 – Lahore, 23 gennaio 1628) è stato un principe indiano della dinastia Moghul, figlio dell'imperatore Jahangir.
Alla morte di suo padre nell'ottobre 1627, tentò, con il supporto di Nur Jahan, contemporaneamente matrigna e suocera, di conquistarne il trono, opponendosi al fratellastro maggiore Khurram, ma dopo pochi mesi fu da questi sconfitto e giustiziato, mentre Khurram salì al trono col nome Shah Jahan. 

## Biografia
Shahryar Mirza nacque il 16 gennaio 1605 a Satna. Suo padre era il principe Moghul Salim (figlio dell'imperatore Akbar e della consorte principale Mariam-uz-Zamani), che nel giro di pochi mesi sarebbe salito al trono col nome di imperatore Jahangir, mentre sua madre era una concubina la cui identità è ignota. 
Fino al 1621, visse nell'ombra dei fratellastri maggiori, ma in quell'anno Nur Jahan, consorte principale di Jahangir, offrì a Shahryar un'alleanza, dopo essere stata rifiutata dagli altri figli di Akbar. Per siglare l'accordo, Shahryar sposò Mihrunnissa Begum, unica figlia di Nur Jahan, nata dal suo primo marito. 
Nur Jahan usò la sua vasta influenza su Jahangir per favorire la carriera di Shahryar, che venne nominato feudatario di Dholpur e reggitore del suo forte al posto del fratellastro Khurram, e successivamente, il 13 ottobre 1625, governatore di Thatta.  
Alla morte di Jahangir, il 28 ottobre 1627, Nur Jahan manipolò la situazione in modo da fare proclamare Shahryar nuovo imperatore, richiamandolo rapidamente a Lahore così che potesse prendere il controllo del tesoro imperiale. La proclamazione di Shahryar fu contrastata da Khurram, la cui moglie principale, Mumtaz Mahal, era la figlia del visir Asaf Khan, fratello della stessa Nur Jahan. Quando le forze di Shahryar si scontrarono con quelle del visir vicino Agra, il primo perse e dovette rifugiarsi nel forte, ma il giorno dopo fu catturato e consegnato ad Asaf Khan.  
All'inizio del 1628, Khurram salì al trono con il nome di Shah Jahan. Il 23 gennaio, ordinò l'esecuzione di tutti i parenti maschi che lo avevano avversato, compreso Shahryar. La vedova di Shahryar, insieme alla loro figlia e a Nur Jahan, furono poste agli arresti domiciliari a Lahore.  

## Discendenza
Ebbe una sola figlia, nata da sua moglie Mihrunnissa:
- Arzani Begum (nata il 4 settembre 1623), nota anche come Lardili Begum e Wali Begum. Non è noto il suo fato dopo la morte del padre, se non che fu inviata in esilio a Lahore con la madre e la nonna materna.